# Chomle
Chomle je obec v okrese Rokycany v Plzeňském kraji. Nachází se dva kilometry severovýchodně od města Radnice při potůčku Chomlenka, leží na svahu kopce s vrcholem ve výšce 478 m n. m. V obci žije 74 obyvatel.

## Název
Jméno Chomle vzniklo přivlastňovací příponou rodu ženského – je z příjmení Chomel, Chomlova ves.

## Historie
První písemná zmínka je z roku 1352. Obec byla jistě starší než udává první písemná zmínka, protože již v letech 1334–1350 byl zde dokonce farní kostel sv. Markéty. Ves Chomle náležela roku 1361 Otíkovi z Chrástu, roku 1387 byl majitelem Beneš z Chrástu na Zvíkovci. Roku 1398 opět Otík z Chrástu a v roce 1411 Lev z Jivjan, kteří také v Chomli vykonávali patronátní právo. Později držel ves Ondřej Čapek ze Sulova a po jeho smrti roku 1453 dal král Vladislav své právo odúmrti Harantovi a Janovi, bratřím z Vařin. Od té doby patřila Chomle ke hradu Březině.
Již v 16. století se zde dolovalo uhlí, v Malíkovci 1545, později v Chomli – důl Prkénka a Ferdinand. Také v Paloucích se dolovalo uhlí. Od roku 1622 se dostala Chomle s panstvím radnickým do rukou Jana Klonového. Na Chomli byl také dvůr kolem roku 1700 zřízen ze tří statků, a to z Kalcovského, Matuchovského a Vackovského. Školou i farou náležela Chomle do Radnic. Poslední činný hlubinný důl Pokrok byl uzavřen v roce 1983 a ukončil tak více než 400 let těžby uhlí (od 1545) v chomelsko-vejvanovské části radnické pánve.

## Obyvatelstvo
| Rok            | 1869 | 1880 | 1890 | 1900 | 1910 | 1921 | 1930 | 1950 | 1961 | 1970 | 1980 | 1991 | 2001 | 2011 | 2021 |
| -------------- | ---- | ---- | ---- | ---- | ---- | ---- | ---- | ---- | ---- | ---- | ---- | ---- | ---- | ---- | ---- |
| Počet obyvatel | 304  | 304  | 283  | 265  | 241  | 245  | 205  | 174  | 149  | 113  | 103  | 82   | 69   | 66   | 71   |
| Počet domů     | 36   | 42   | 44   | 42   | 44   | 43   | 42   | 45   | 37   | 33   | 33   | 37   | 38   | 40   | 41   |

## Obecní správa
Mezi lety 1869–1950 Chomle byly obcí v okrese Plzeň (1869–1890) a později v okrese Rokycany. V letech 1961–1980 patřily jako část obce k Vejvanovu, ale od 1. dubna 1980 do 23. listopadu 1990 k Radnicím a od 24. listopadu 1990 jsou opět samostatnou obcí.

## Pamětihodnosti
- Kostel svaté Markéty
- Pomník hornické katastrofy u silnice na Vejvanov
- Uhelný hlubinný důl Prkénka

## Galerie

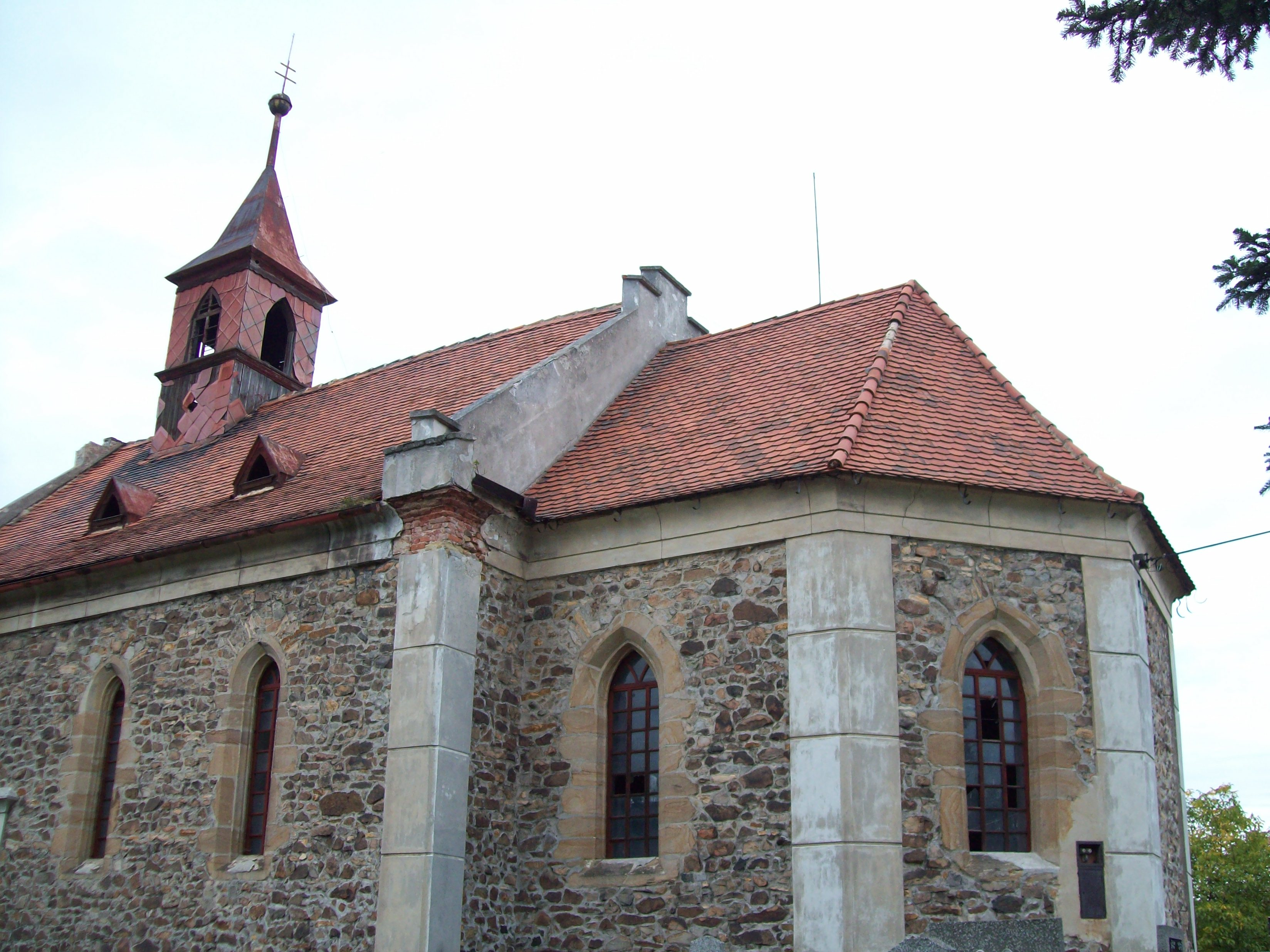
Kostel sv. Markéty
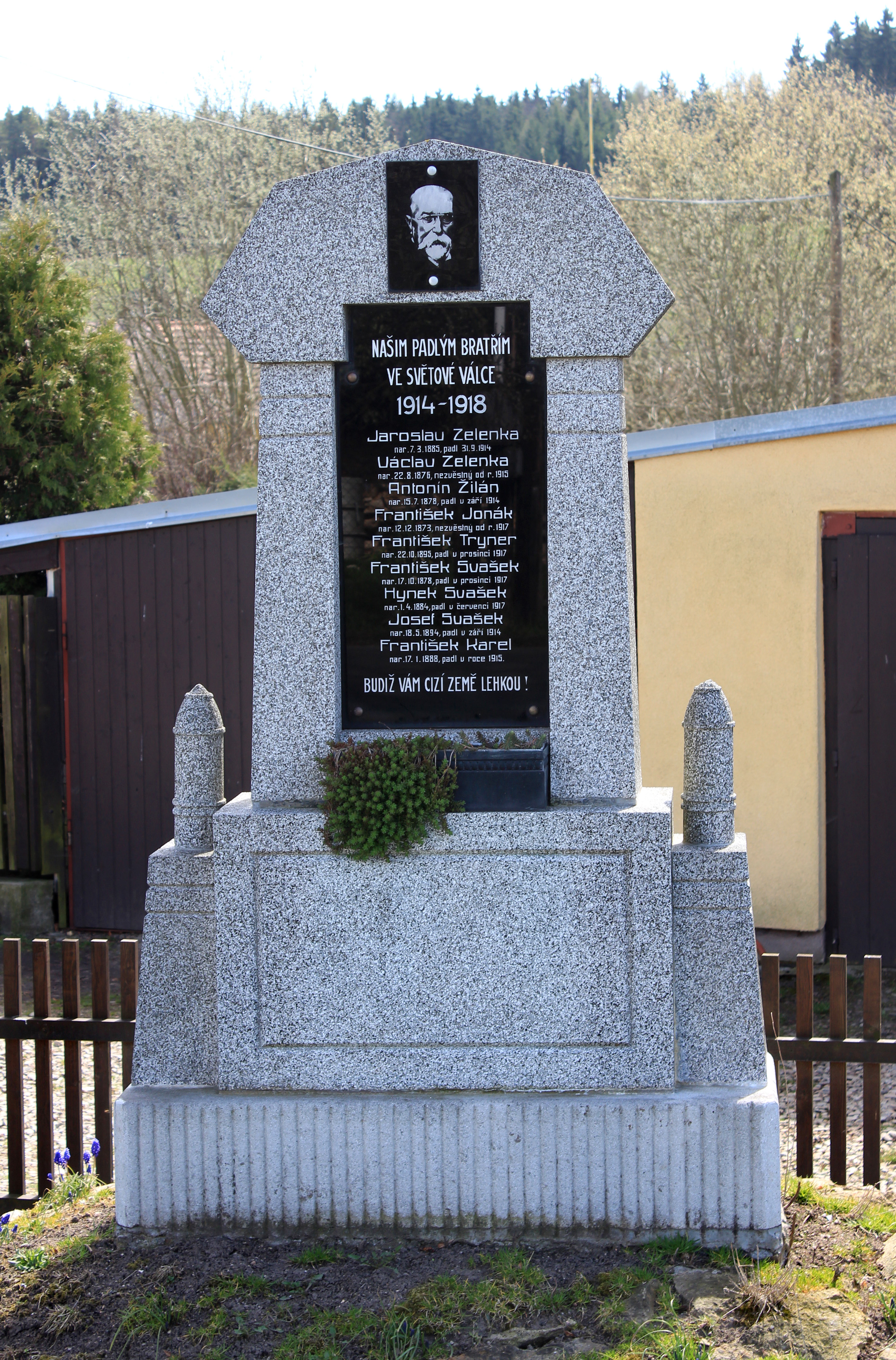
Památník obětem první světové války
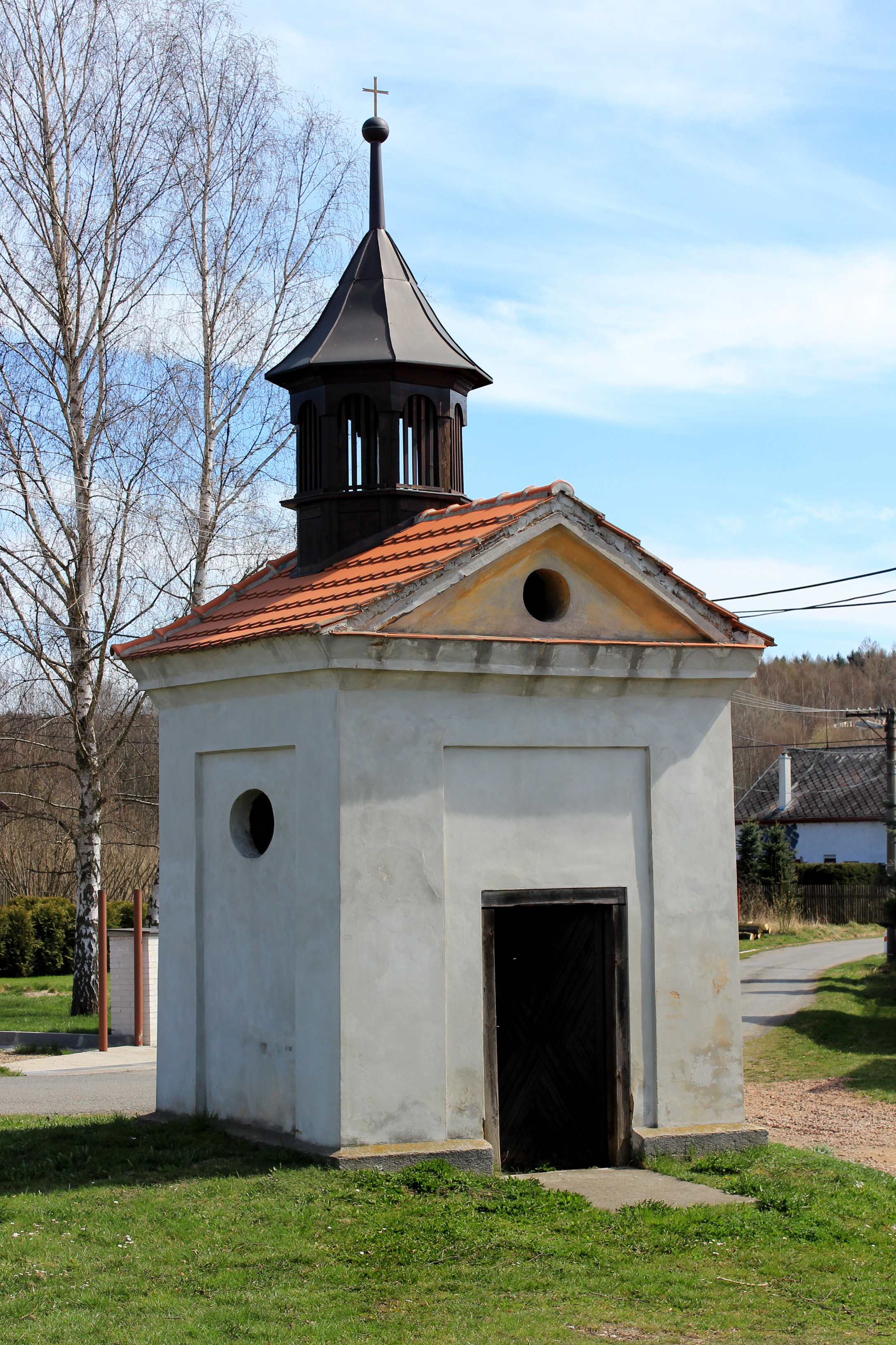
Kaple u hlavní silnice
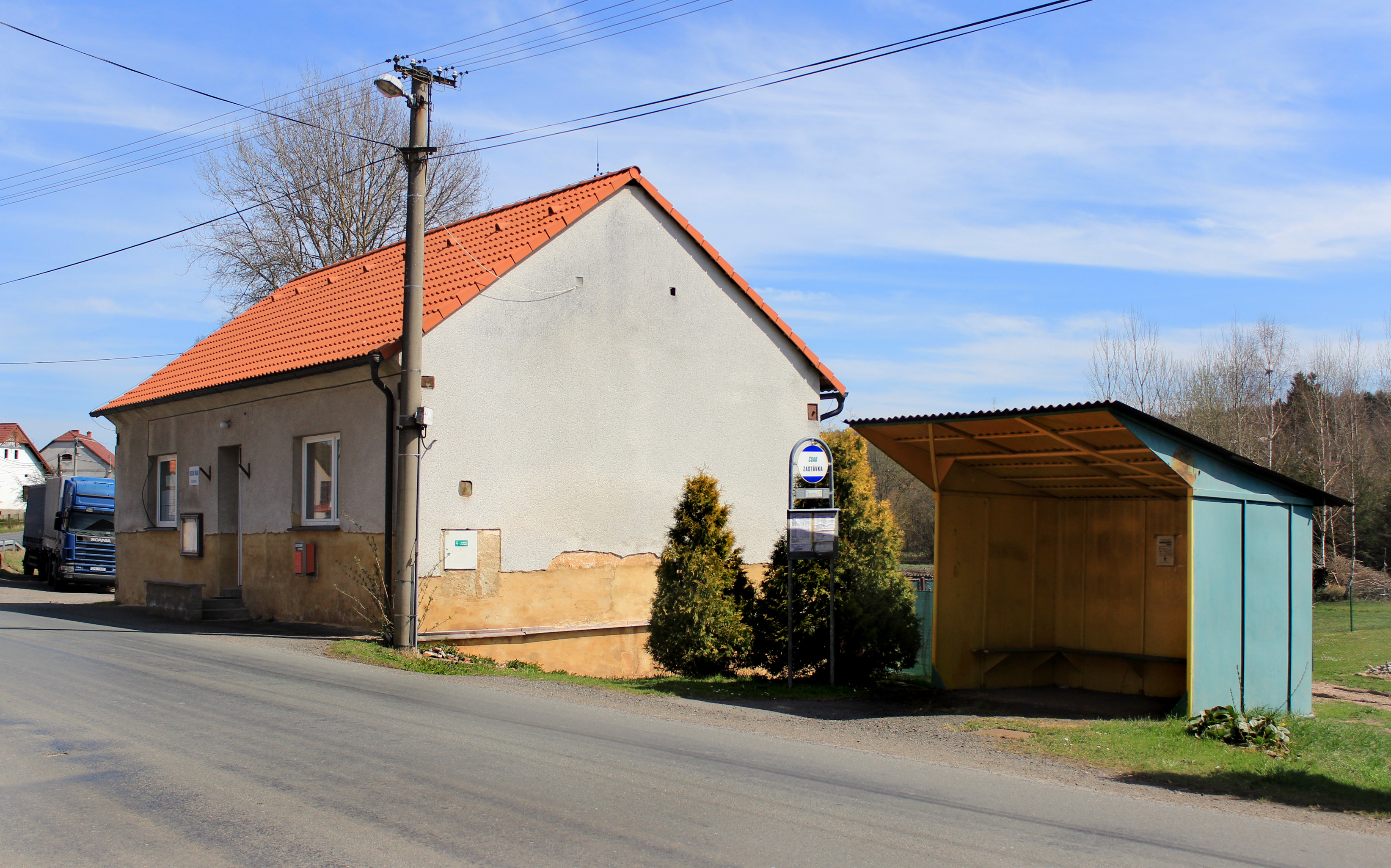
Obecní úřad